# إلياس اولسون
إلياس اولسون (بالسويدية: Elias Olsson) هو لاعب كرة قدم سويدي، ولد في 23 أبريل 2003.

## وصلات خارجية
- إلياس اولسون على موقع اتحاد السويد (السويدية)
- إلياس اولسون على موقع قاعدة بيانات كرة القدم.إي يو (الإنجليزية)
- إلياس اولسون على موقع Soccerbase.com (لاعب) (الإنجليزية)
- إلياس اولسون على موقع Soccerway.com (الإنجليزية)
- إلياس اولسون على موقع عالم كرة القدم.نت (الإنجليزية)